# Метаморфоза (Звёздный путь: Оригинальный сериал)
«Метаморфоза» (англ. «Metamorphosis») — девятый эпизод второго сезона американского научно-фантастического телесериала «Звёздный путь» впервые показанный на телеканале NBC 10 ноября 1967 года.

## Сюжет
Звёздная дата 3219.8: Капитан Джеймс Кирк перевозит комиссара федерации Нэнси Хэдфорт на планету Эпсилон Канариса III, где она должна провести важнейшие переговоры. Но вдобавок к этому она серьёзно больна. Комиссар крайне раздражена тем, что Кирк совсем немного опаздывает к месту назначения, и начинается короткая ссора с капитаном. Внезапно перед шаттлом Галилей 7 (он же появлялся в эпизоде «Галилей-VII») появляется загадочное энергетическое поле, которое отключает двигатели шаттла и затягивает к неизвестному планетоиду.

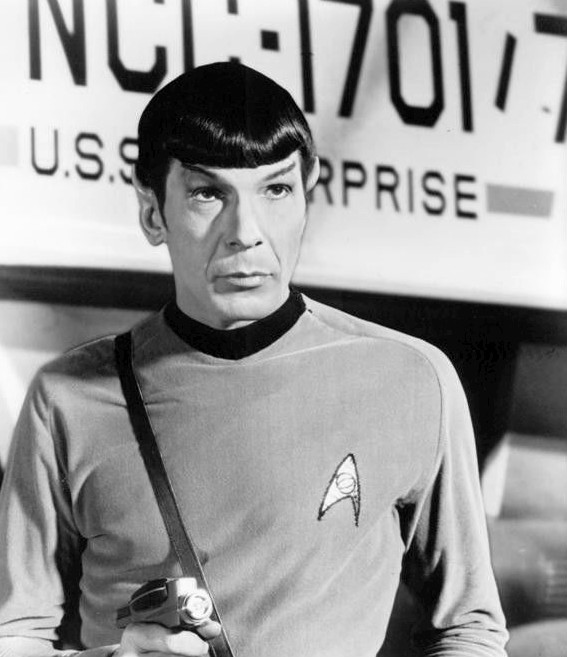
Спок встречает Зефрама Кохрэйна

Совершив жёсткую посадку, экипаж встречает мужчину, зовущего себя Кохрэйном. Он рассказывает Кирку, что с ним произошло примерно то же самое — его также затянуло на астероид этим полем. Кохрэйн ведёт Кирка, Хэдфорт, Маккоя и Спока в свой дом, построенный из остатков корабля. Капитан замечает, что его механизмы очень старые. Своё выживание Кохрэйн объясняет таинственным энергетическим существом. Как только он говорит, что его зовут Зефрам, команда Энтерпрайза ошеломлена: Зефрам Кохрэйн — изобретатель сверхсветового варп-двигателя. Зефрам объясняет, что в старости он решил, что умереть ему надо в космосе, а называемое им «Компаньоном» энергетическое существо затянуло на астероид и омолодило. Он живёт уже 150 лет. Когда он рассказывает экипажу о нём, комиссару внезапно становится плохо. Когда Спок пытается починить двигатель, Компаньон внезапно нападает на него. Спок подтверждает, что это энергетическое существо и решает «замкнуть» его, но попытка терпит неудачу.
Нэнси Хэдфорт становится всё хуже. Спок использует универсальный переводчик (сканирующий мозговые волны и дающий приблизительный перевод), и налаживает контакт с Компаньоном. Он узнаёт шокирующую правду — компаньон имеет женскую личность и влюблена в Зефрама, а команду Энтерпрайза удерживает для того, чтобы Зефрам не страдал одиночеством. Кирк просит помочь больному комиссару и говорит, что она не может любить Зефрама, потому что они слишком разные. Существо пропадает, а затем Нэнси Хэдфорт выходит из дома Кохрэйна совершенно здоровой. Выясняется, что Компаньон пожертвовала собой, чтобы спасти комиссара, она объединилась с ней в одно целое, но потеряла бессмертие и силу. Вдобавок, если она улетит с астероида, то умрёт через два дня. Нэнси и Зефрам остаются вместе, а шаттл летит к «Энтерпрайзу».

## Производство
В серии впервые появляется важный персонаж вселенной «Звёздного пути» — Зефрам Кохрэйн, изобретатель варп-двигателя. Он также появляется в фильме «Звёздный путь: Первый контакт». Этот эпизод уникален тем, что в нём капитан ни разу не появляется на своём звездолёте.

## Ремастеринг
В 2007 году к сорокалетию сериала все эпизоды были подвергнуты ремастерингу — было улучшено качество видео, а «Энтерпрайз» получил СGI-модель. В эпизоде «Метаморфоза» изменениям подвергся астероид, на котором происходят действия серии, а также сцены с участием Компаньона в космосе.